# Ziegelsdorf (Untersiemau)
Ziegelsdorf ist ein Gemeindeteil von Untersiemau im Süden des oberfränkischen Landkreises Coburg und hat 30 Einwohner.

## Lage
Ziegelsdorf liegt im Ziegelsdorfer Grund, wo sich der Ziegeldorfer Bach und der Holzgrundgraben vereinigen, an der Westgrenze des Coburger Landes, etwa drei Kilometer westlich von Untersiemau. Nach Coburg sind es sieben Kilometer (Luftlinie) in Richtung Nordosten und fünf in Richtung Südosten zur Bundesautobahn 73.

## Geschichte

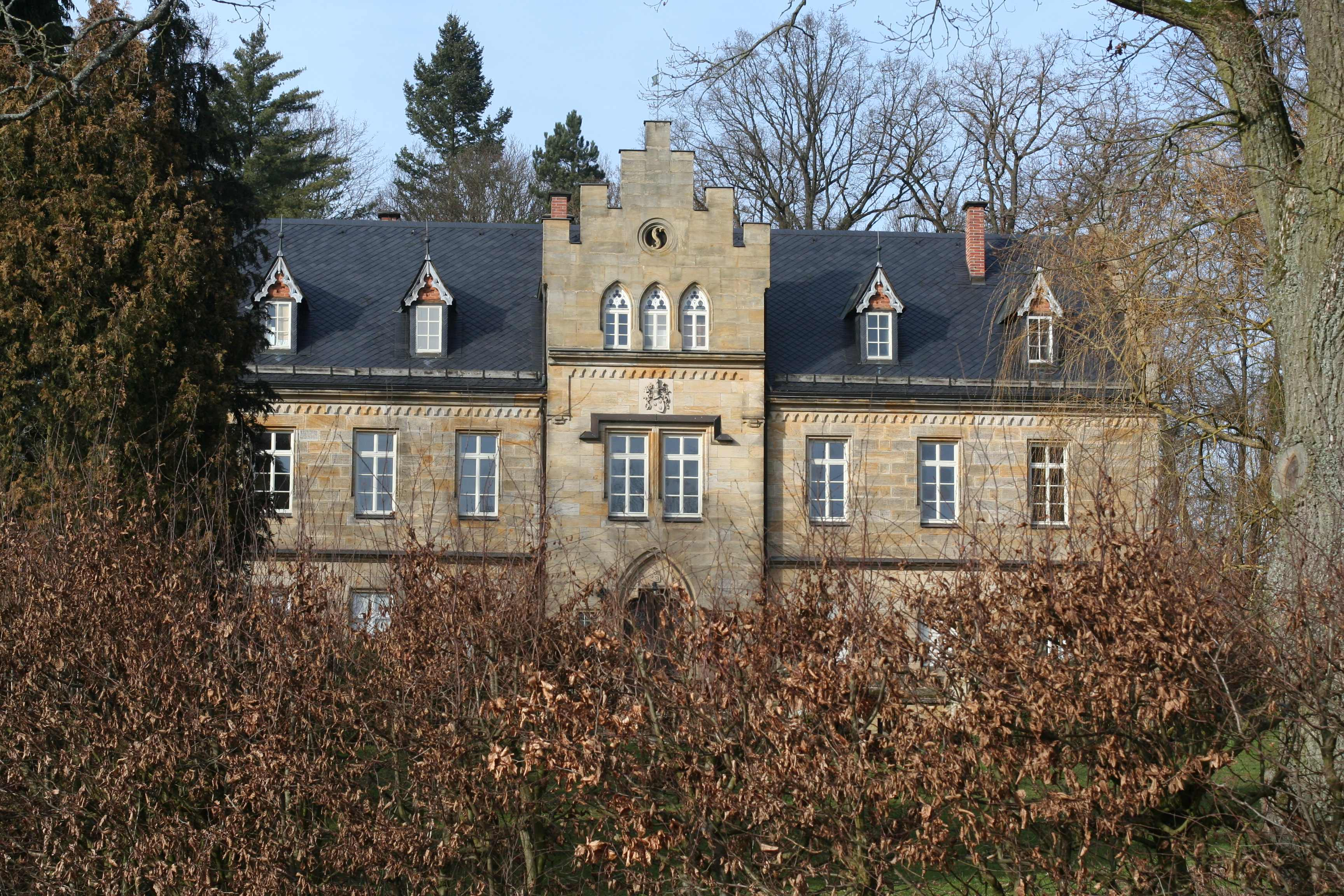
Schloss Ziegelsdorf

Die kleine Siedlung wurde erstmals 1183 als „Zitichendorff“, 1234 als „Zizelsdorf“ und vermutlich 1295 als „Zichendorf“ urkundlich erwähnt. Neben einer Mühle an dem Ziegelsdorfer Bach gehört auf einer Anhöhe das heutige Schloss, das Herrenhaus eines ehemaligen Rittergutes, zu den ältesten Ansiedlungen. Der Kern des Ziegelsdorfer Schlosses stammt aus dem 16. bis 18. Jahrhundert: Der Satteldachbau mit Treppengiebeln und Zwerchhaus wurde in der zweiten Hälfte des 19. Jahrhunderts neugotisch umgestaltet.
1911 hatte die Ortschaft 59 Einwohner, 1939 waren es 82. Ziegelsdorf wurde zunächst 1963 nach Scherneck eingegliedert. Am 1. Mai 1978 kam der Ort zusammen mit der Gemeinde Scherneck zu Untersiemau.

## Bauwerke

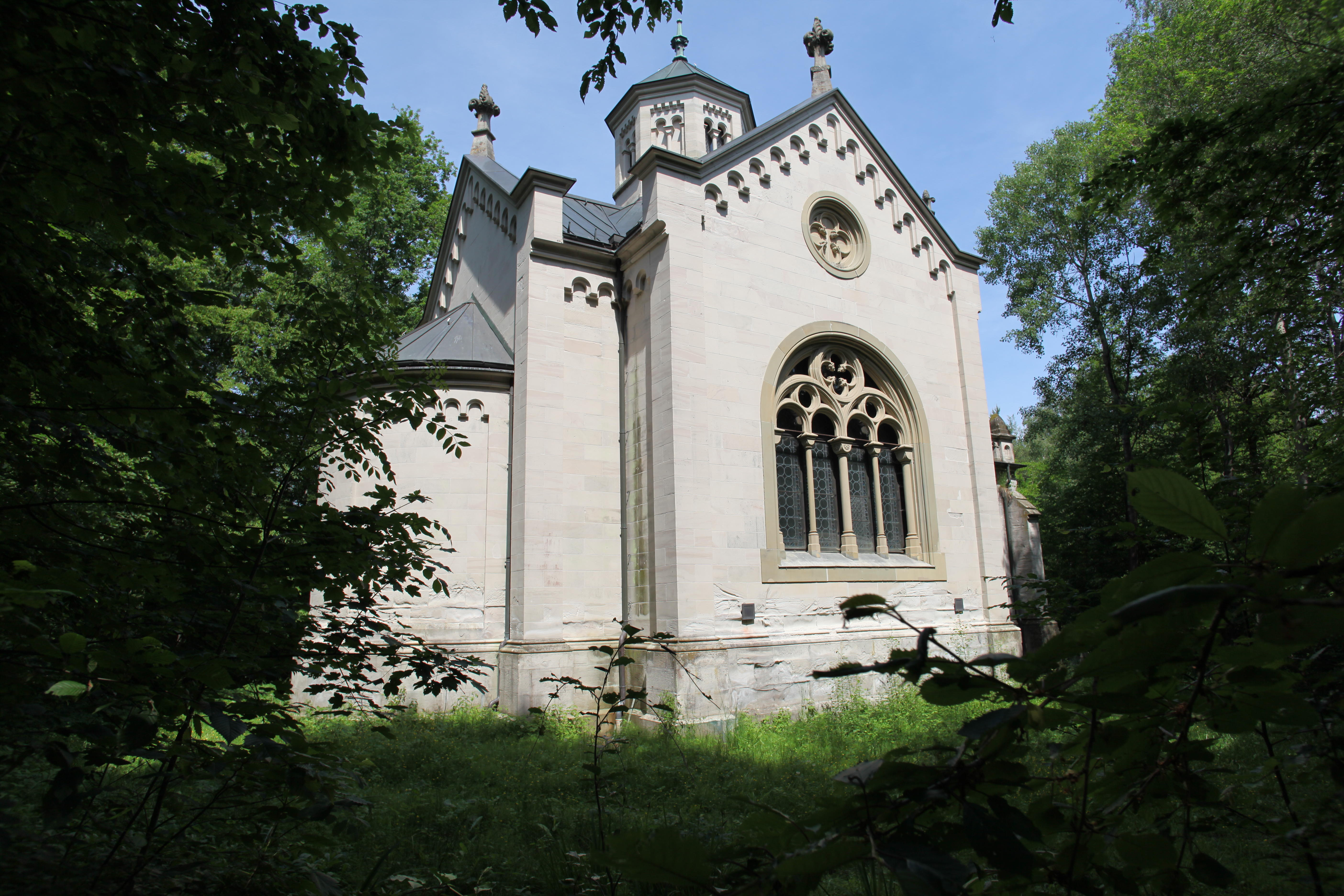
Mausoleum in Ziegelsdorf

Schloss Ziegelsdorf ist ein alter Herrensitz, der ab 1850 neugotisch umgebaut wurde. Neben dem Schloss steht das denkmalgeschützte zweigeschossige Verwaltungs- und Wohngebäude des Gutshofes aus dem Jahr 1895 mit einer Sandsteinquaderfassade im Erdgeschoss und einem Fachwerkobergeschoss. Daneben gibt es Stallungen, Scheunen und ein Remisengebäude aus Ziegel und Fachwerk. Die ebenfalls denkmalgeschützte Ziegeldorfer Mühle, ein eingeschossiges Wohnhaus mit einer Fachwerkfassade und einem Satteldach, wurde um 1900 errichtet.
Südlich des Schlosses steht in einem Wald ein Mausoleum, die Ruhestätte des Freiherrn Werner von Seebach, des Letzten seines Geschlechtes. In einer Apsis hinter dem Sarkophag, die Arme segnend in dessen Richtung ausgebreitet, steht eine von dem Coburger Bildhauer August Sommer geplante und gestaltete lebensgroße Marmorskulptur, die Christus darstellt.